# Fürstengrab von Quetzdölsdorf
Koordinaten: 51° 35′ 5″ N, 12° 8′ 18″ O
Das germanische Fürstengrab von Quetzdölsdorf aus der älteren römischen Kaiserzeit des 1. Jahrhunderts wurde im November des Jahres 1982 bei Bauarbeiten am Rand des Sportplatzes in Quetzdölsdorf in der Köthener Ebene in Sachsen-Anhalt entdeckt. Bekannt wurde der Fundplatz durch seine reichen Grabbeigaben, die den Elitegräbern der Lübsow-Gruppe zugeordnet sind. Das elbgermanische Körpergrab wird von der historischen Forschung traditionell den Hermunduren zugeordnet.

## Fundbeschreibung
Bei den Fundgegenständen handelt es sich unter anderem um römisches Importgut, das in die ältere römische Kaiserzeit datiert. Im Körpergrab ließen sich nur noch die Knochen der unteren Extremitäten in Originallage beobachten. Der Tote war westnordwest-ostsüdöstlich orientiert und ursprünglich in einem Holzsarg bestattet.
Etliche Grabbeigaben im westlichen Teil des Grabes – ursprünglich stammten sie wohl aus der Bauchnähe des Toten – wurden vom Bagger aus ihrem natürlichen Fundzusammenhang herausgerissen, teilweise wurden diese im Abraum gesammelt. Diese Grabbeigaben bestanden aus einem Bronzeeimer mit einer bronzenen Kelle-Sieb-Garnitur zum Abseihen der Weingewürze, dazu zwei bronzene Kasserollen, eine bronzene Bügelschere, ein mit Bronzeringen versehener hölzerner Messergriff und ein Keramikgefäß.
Der erhaltene Teil des Elitegrabes enthielt neun kleine rechteckige Bronzeplatten, die zusammen mit einem bronzenen Reitersporn zum Schuhwerk des Toten gehörten, sowie einen verzierten Doppelknopf und eine bronzene Klammer, deren Tragweise bisher nicht bestimmt wurde.

### Römische Kelle-Sieb-Garnitur
Die römische Kelle-Sieb-Garnitur aus gegossener, getriebener und abgedrehter Bronze wurde zum Abseihen der Weingewürze benutzt. Die Kelle (mit einer Höhe von 5,3 cm; einem Durchmesser der Mündung von 9,7 cm und einer Länge von 28 cm) und das Sieb (mit einer Höhe von 5 cm; einem Durchmesser der Mündung von 9,7 cm und einer Länge von 28 cm) weisen eine halbkugelige Form auf und sind aus einem Stück gearbeitet. Der schmale Griff der Kelle wie des Siebes wird am Ende breiter, der Griffabschluss ist gerade, mit einer kleinen kopfförmigen Verlängerung. Auf der Bodenunterseite der Kelle verlaufen zwei feine konzentrische Doppelrillen. Beim Sieb fehlen Teile der Wandung. Die Siebdurchlochung in Form eines Mäanderbandes wird oben durch waagerechte Lochreihen und unten durch radiale Bogenbänder begrenzt; die Durchlochung ist von innen nach außen durchgeführt, aber mehrfach wurde sie nicht vollendet.

### Kegelhalsgefäß
Das aus Ton handgeformte Kegelhalsgefäß (aus der Situlengruppe) weist ein hohes konisches Unterteil sowie eine schmale Schulter und einen ausgeprägten Schulter-Hals-Absatz auf. Der Kegelhals hat einen kurzen ausgebogenen und oben horizontal abgestrichenen Rand. Das Gefäß mit einer Höhe von 18,3 cm, einem größten Durchmesser von 18,5 cm und einem Randdurchmesser von 12,8 cm sowie einem Bodendurchmesser von 7 cm wird traditionell den Hermunduren zugeordnet und gehört zur Schwarzglanzkeramik, die von den Elbgermanen durch Rauchschwärzung hergestellt wurde.

### Bronzeschere
Die Bronzeschere mit halbkreisförmigem Bügel (Länge: 16 cm, Länge der Klinge: 9,6 cm, maximale Breite des Bügels: 2,3 cm) wird in der Fachwelt auch als Bügelschere bezeichnet. Sie ist eine germanische Produktion, die Klingen sind gerade und am Rücken einseitig verstärkt, die Schneiden sind beidseitig geschliffen und auf dem Bügel befindet sich ein Mittelwulst sowie eine Doppellinienverzierung.

### Römischer Bronzeeimer
Der Bronzeeimer in Situlenform mit Gesichtsattachen, langem Hals, betonter Schulter und waagrechtem, mit „laufendem Hund“- Muster verziertem Rand (mit einer Höhe von 27,8 cm; einem Durchmesser von 28,8 cm und einem Randdurchmesser von 24,5 cm) diente zum Mischen von Wein, Wasser und Gewürzen. Der Eimer war zusätzlich ausgestattet mit einer bronzenen Kelle-Sieb-Garnitur.
Der Eimer wurde gegossen und getrieben – vor allem im Gefäßmittelteil weist er Treibspuren auf – sowie abgedreht mit Drehrillen am Hals bis zum Umbruch und kurz über und auf dem Boden; Verziert ist der Eimer mit Reitstockabdruck. Keinerlei Lötspuren geben einen Hinweis auf angelötete Füßchen.
Weitere Details sind die palmettenförmige Attachen mit Kopf en face und beidseitig angesetztem stilisierten Tierkopf, die mit den profilierten Henkelösen über dem Mittelscheitel korrespondieren. Der Henkel selbst ist durch Längsriefen profiliert, das letzte Viertel des Henkels ist jeweils durch einen Querwulst abgesetzt, darunter befindet sich ein blattförmiger Fortsatz, dessen Ende als stilisierter Tierkopf dargestellt ist.
Auf der Henkelmitte sitzt eine Ringöse mit einem Ornament aus Halbkreisbögen. Die Attachen und der Henkel wurden gegossen.

### Römische Kasserollen
Zwei Kasserollen aus Bronze mit flachem Boden und konzentrischen Drehrillen und Reitstockabdruck innen und außen dienten in der frühen römischen Kaiserzeit in der Regel als Kochgeschirr des römischen Legionärs. Beide Kasserollen – mit einer Höhe von 9,4 cm oder 5,4 cm; einer Länge von 26,8 cm oder 27 cm, einem Randdurchmesser von 14,9 cm oder 14,4 cm jeweils und einem Gewicht von 329 g sowie 330 g – verfügten über Griffe mit zentraler kreisrunder Durchlochung sowie randparallelen Kerben und waren mit einer perlartigen Kerbleiste verziert; innen und im äußeren Randbereich waren die Kasserollen verzinnt; im Randbereich außen befanden sich zudem Drehrillen.

### Reitersporn aus Bronze mit eiserner Spornspitze
Zum Grabensemble gehören Sporen aus Bronze (mit einer Breite von 2,4 cm und einer Höhe von 2,6 cm) mit einem H-förmigem Stuhl – d. h. einem „Stuhlsporn“ – und einer trapezförmigen Platte; der Sockel des Eisenstachels – eine geschmiedete Spornspitze aus Eisen (Mit einer Länge von 1,8 cm) – ist durch drei Ringwülste verziert; der Eisenstachel selbst ist vierkantig; die Platten sind an den Außenseiten randparallel profiliert.

### Holzgriff mit Bronzeringen
Ein zweischaliger, ursprünglich durch drei Bronzeringe zusammengehaltener Messergriff (mit einer Länge von 7,2 cm und einer Breite von 2 cm) aus gedrechseltem Eibenholz komplettiert das Grabensemble.

## Fundinterpretation
Dieses hermundurische Körpergrab zeichnet sich durch die Sitte der Körperbestattung, römisches Importgut, reiche Grabbeigaben und Waffenlosigkeit sowie durch die aufwendig gestaltete Beisetzung auf einem isolierten kleinen Friedhof als ein Grab vom Typus der Lübsow-Gruppe aus.

## Ausstellung
Die herausragenden Funde des germanischen Elitegrabes von Quetzdölsdorf sind Teil der Dauerausstellung des Landesmuseums für Vorgeschichte in Halle.